# Ludovic Obraniak
Ludovic Obraniak (Longeville-lès-Metz, 10 de noviembre de 1984) es un exfutbolista franco-polaco que jugaba como centrocampista. Se retiró en octubre de 2018, siendo el A. J. Auxerre su último equipo.

## Trayectoria
Jugaba de centrocampista y su primer equipo fue el F. C. Metz. Ganó la Copa de Francia 2011 y el campeonato liguero. En enero de 2012 se trasladó a Burdeos. El 31 de enero de 2014 fue traspasado al Werder Bremen que militaba en la Bundesliga.
Tras su salida del Werder Bremen, jugó para el Maccabi Haifa israelí. En 2016 firmó contrato con el A. J. Auxerre de Francia. Este fue su último equipo antes de anunciar su retirada en octubre de 2018.

## Selección nacional
En 2009 solicitó la nacionalidad polaca, lo que le permitió jugar para la selección de ese país.

## Clubes
| Club                            | País     | Año       |
| ------------------------------- | -------- | --------- |
| F. C. Metz                      | Francia  | 2002-2007 |
| Lille O. S. C.                  | Francia  | 2007-2012 |
| F. C. Girondins de Burdeos      | Francia  | 2012-2014 |
| Werder Bremen                   | Alemania | 2014-2015 |
| Çaykur Rizespor Kulübü (cesión) | Turquía  | 2015      |
| Maccabi Haifa                   | Israel   | 2015-2016 |
| A. J. Auxerre                   | Francia  | 2016-2018 |

## Palmarés

### Títulos nacionales
| Título          | Club                       | País    | Año  |
| --------------- | -------------------------- | ------- | ---- |
| Copa de Francia | Lille O. S. C.             | Francia | 2011 |
| Ligue 1         | Lille O. S. C.             | Francia | 2011 |
| Copa de Francia | F. C. Girondins de Burdeos | Francia | 2013 |